# Proshizonotus lenticeps
Proshizonotus lenticeps är en stekelart som först beskrevs av Boucek 1988.  Proshizonotus lenticeps ingår i släktet Proshizonotus och familjen puppglanssteklar. Inga underarter finns listade i Catalogue of Life.